# (5846) Hessen
(5846) Hessen est un astéroïde de la ceinture principale.

## Description
(5846) Hessen est un astéroïde de la ceinture principale. Il fut découvert le 11 janvier 1989 à Tautenburg par Freimut Börngen. Il présente une orbite caractérisée par un demi-grand axe de 2,44 UA, une excentricité de 0,14 et une inclinaison de 1,6° par rapport à l'écliptique.

## Compléments